# Eisenbahnunfall von Awash
Bei dem Eisenbahnunfall von Awash entgleiste am 14. Januar 1985 ein Personenzug in der Nähe der Stadt Awash, Äthiopien. 428 Menschen starben. Dies war der wohl schwerste Eisenbahnunfall in der Geschichte Afrikas.

## Ausgangslage
Der Zug bestand aus einer Lokomotive und vier oder fünf Personenwagen. Mit etwa 1000 Reisenden war er völlig überbesetzt. Er befuhr die Bahnstrecke Dschibuti–Addis Abeba, die in der Nähe der Stadt Awash den gleichnamigen Fluss auf einer Brücke überquert. Davor lagen eine Kurve und ein Bahnübergang.

## Unfallhergang
Gegen 13:40 Uhr entgleiste der Zug – vermutlich wegen überhöhter Geschwindigkeit – auf dem Bahnübergang, fuhr aber noch auf die Brücke auf. Die Lokomotive und vier Personenwagen stürzten ab.

## Folgen
Mindestens 428 Menschen starben, 500 wurden verletzt. Die Opferzahlen variieren aber je nach Quelle. Angegeben werden auch 392 Tote und etwa 370 Verletzte.